# ABHD12
ABHD12 (англ. Abhydrolase domain containing 12) – білок, який кодується однойменним геном, розташованим у людей на короткому плечі 20-ї хромосоми. Довжина поліпептидного ланцюга білка становить 398 амінокислот, а молекулярна маса — 45 097.
| 10         |  | 20         |  | 30         |  | 40         |  | 50         |
| ---------- |  | ---------- |  | ---------- |  | ---------- |  | ---------- |
| MRKRTEPVAL |  | EHERCAAAGS |  | SSSGSAAAAL |  | DADCRLKQNL |  | RLTGPAAAEP |
| RCAADAGMKR |  | ALGRRKGVWL |  | RLRKILFCVL |  | GLYIAIPFLI |  | KLCPGIQAKL |
| IFLNFVRVPY |  | FIDLKKPQDQ |  | GLNHTCNYYL |  | QPEEDVTIGV |  | WHTVPAVWWK |
| NAQGKDQMWY |  | EDALASSHPI |  | ILYLHGNAGT |  | RGGDHRVELY |  | KVLSSLGYHV |
| VTFDYRGWGD |  | SVGTPSERGM |  | TYDALHVFDW |  | IKARSGDNPV |  | YIWGHSLGTG |
| VATNLVRRLC |  | ERETPPDALI |  | LESPFTNIRE |  | EAKSHPFSVI |  | YRYFPGFDWF |
| FLDPITSSGI |  | KFANDENVKH |  | ISCPLLILHA |  | EDDPVVPFQL |  | GRKLYSIAAP |
| ARSFRDFKVQ |  | FVPFHSDLGY |  | RHKYIYKSPE |  | LPRILREFLG |  | KSEPEHQH   |

A: Аланін

C: Цистеїн

D: Аспарагінова кислота

E: Глутамінова кислота

F: Фенілаланін

G: Гліцин

H: Гістидин

I: Ізолейцин

K: Лізин

L: Лейцин

M: Метіонін

N: Аспарагін

P: Пролін

Q: Глутамін

R: Аргінін

S: Серин

T: Треонін

V: Валін

W: Триптофан

Кодований геном білок за функцією належить до гідролаз. 
Задіяний у такому біологічному процесі, як альтернативний сплайсинг. 
Локалізований у мембрані.